# Schizostachyum castaneum
Schizostachyum castaneum är en gräsart som beskrevs av Elizabeth A. Widjaja. Schizostachyum castaneum ingår i släktet Schizostachyum och familjen gräs. Inga underarter finns listade i Catalogue of Life.